# Joy McArden
Joy McArden, artiestennaam van Johanna Maria Goverdina (Jo) IJzerman, (Diemen, 16 januari 1893 - West Bromwich, 17 april 1952) was een Brits sopraan van Nederlandse komaf.
Ze was dochter van hoofdonderwijzer Arie IJzerman en Arendje Albertina van der Esch. Ze was getrouwd met Johannes Josephus Aron Jacometti (bij volmacht, vanaf 1914 tot 1916), tandarts Jacques Colin Frédéric Albert Demarquette (vanaf 1922, huwelijk in Parijs) en vanaf 1938 met pianist Harold James Cooper.
Ze kreeg haar opleiding van diverse zangeressen zoals Pauline de Haan-Manifarges, Nina Hagerup, Charles Cahier, Emma Calvé en Blanche Marchesi. Daarna reisde ze de hele wereld af van Kopenhagen tot Melbourne als opera- en concertzangeres. Ze woonde daarbij ook enige tijd in Frankrijk en de Verenigde Staten en trad op in Sadler's Wells Theatre en Royal Opera House (beide Engeland). In Melbourne, waar ze sinds 1929 verbleef, richtte ze nog een operaschool aan de universiteit op. Ze vestigde zich in Birmingham.
Joy McArden stond gedurende haar loopbaan zeven keer op de podia van de Proms-concerten, zoals op 13 augustus 1943 in de Royal Albert Hall  ze zong de aria Ah! Perfido van Ludwig van Beethoven
Ze heeft, onder meer lesgevend aan de Midland School of Music, een hele rij leerlingen op haar naam staan, zoals Numa Labansky. Kaikhosru Shapurji Sorabji droeg zijn Trois poèmes/Trois chants (augustus-oktober 1941) aan genoemd echtpaar op (A mes amis), nadat hij het in hun opdracht had geschreven, zijn eerste liederen in 14 jaar. Ze gaf ook de première van Maurice Ravels Chansons madécasses. Ze zong vanuit Engeland ook wel voor Radio Oranje.
Ze overleed tijdens of na een operatie in een plaatselijk ziekenhuis.